# Kawczyn (powiat kościański)
Kawczyn (pol. hist. Kawczyno) – wieś w Polsce położona w województwie wielkopolskim, w powiecie kościańskim, w gminie Kościan.
W Kawczynie od dawnej drogi krajowej nr 5 odchodziła dawna droga wojewódzka nr 311. Ze względu na fakt, że w grudniu 2019 roku oddano do użytku drogę ekspresową S5, obie drogi przekwalifikowano na drogi powiatowe.

## Historia
Wieś ma metrykę średniowieczną i pierwotnie związana była z Wielkopolską. Istnieje co najmniej od początku XIV wieku. Wymieniona została w 1307 w łacińskim dokumencie pod nazwą Cawcyno, 1364 Canczyno, 1396 Kaffczino, Kafczino, 1400 Kawczino, Cachwczino, 1401 Cafczino, 1418 Canczino, 1468 Cawczyno. Zanim nazwę zmieniono na Kawczyn do 1820 roku nazywała się Kawczyno.
Miejscowość była wsią szlachecką leżącą w dobrach Grodzisk i należącą do lokalnej szlachty wielkopolskiej z rodu Gryżyńskich, Jaszkowskich, Kiebłowskich, Potulickich. W 1445 należała do powiatu kościańskiego Korony Królestwa Polskiego. W 1563 należała do parafii Oborzyska – obecnie Oborzyska Stare.
Wieś pierwszy raz została wzmiankowana w źródłach w roku 1307 kiedy w zapisach sądowych odnotowano świadka Wojciecha z Kawczyna. W 1361 dziedzic wsi Chwalimir nadał nieznanemu odbiorcy połowę łana w Kawczynie. W 1364 Jan z Lutogniewa biskup poznański oznajmił w dokumencie, że Chwalmir dziedzic Kawczyna i Oborzysk zapisał ze wspomnianych wsi czynsz na rzecz altarii św. Elżbiety w katedrze poznańskiej. W 1396 Andrzej Gryżyński oraz jego bracia dziedzice Gryżyny na podstawie wyroku sądowego mieli zabezpieczyć dla córki Wyszaka Kotwicza z Żegrowa 200 grzywien wiana na Lipnie oraz dać jej mieszkanie w Kawczynie, dopóki nie wyjdzie za mąż.
W 1410 jako właściciel Kawczyna odnotowany został Borek Osiecki syn Andrzeja Gryżynskiego z Osiecznej. W 1418 wieś posiadał Andrzej Gryżyński. W 1420 Maciej Borek Osiecki spłacił macochę z Kawczyna i oddał tę wieś stryjowi Przybysławowi Gryżyńskiemu z Brenna, który odtąd był jej posesorem. W 1445 następuje podział majątku pomiędzy spokrewnionymi rodami Gryżyńskich i Jaszkowskich w wyniku których Jan Jaszkowski otrzymał m.in. Kawczyn. W 1448 następuje podział majątku między braćmi Jaszkowskimi (synami Wyszaka Gryżyńskiego), w wyniku któryh Andrzej Jaszkowski otrzymuje połowę Jaszkowa oraz m.in. Kawczyn. W 1468 Katarzyna dziedziczka Kawczyna, żona Abrahama z Kęblowa, wypełniając wolę swego zmarłego ojca Andrzeja Jaszkowskiego, przeznaczyła na uposażenie altarii w kościele parafialnym w Kiebłowie czynsz roczny w wysokości 9 grzywien od sumy głównej 112 grzywien i zapisała go na dwóch częściach Kawczyna równocześnie prosząc biskupa o wzniesienie ołtarza. W 1473 właścicielami wsi byli Abraham Kiebłowski wraz z żoną Katarzyną. W 1474 Abraham zapisał żonie 500 grzywien posagu i 700 grzywien wiana na kilku wsiach, m.in. na Kawczynie.
W 1497 ksiądz Abraham, Jan oraz Feliks Kiebłowscy synowie Abrahama oraz Katarzyny Jaszkowskiej zapisali czynsz dominikanom w Kościanie na odziedziczonych po matce wsiach: Oborzyska, Kurowo i Kawczyn. Po 1500 Małgorzata Maruszka Kiełbowska córka Abrahama i Katarzyny wniosła jako wiano dobra kiełbowskie w tym Kawczyn mężowi Mikołajowi Potulickiemu.
Archiwalne, historyczne dokumenty odnotowały także zwykłych mieszkańców wsi. W latach 1400–1401 odnotowano spór sądowy pomiędzy Mikołajem Żegadło i Stanisławem Mikoszewskim z Mikoszek oraz Piotrkiem Zeberlichem z Piotrowa koło Czempinia o pieniądze za łąkę i o zastaw wartości 3 grzywien w Piotrowi. W 1418 Andrzej Gryżyński miał stawić w sądzie sołtysa z Kawczyna aby przysiągł, że nie kazał Katarzynie opuścić wsi ani, że jej nie wyrzucił z jej chyży, czyli chaty. W 1501 szlachcic Abraham Kiebłowski dziedzic Kawczyna przedstawił sądowi ziemskiemu swojego pracownika Marcina Lacha kmiecia z Kawczyna oraz posiadany przez niego dokument z 1361 z zapytaniem, czy powinien on respektować jego treść. Sąd zapoznawszy się z treścią historycznego dokumentu wydał wyrok, że kmieć Marcin Lasz oraz jego następcy są prawomocnymi dziedzicami oraz posiadaczami wspomnianej połowy łana w Kawczynie.
Miejscowość wspomniały historyczne rejestry podatkowe. W 1530 pobrano podatki z 5 łanów. W 1563 pobór miał miejsce z 10 łanów oraz od karczmy dorocznej. W 1580 pobrano podatki z 10 łanów, jednego komornika oraz jednego biednego komornika.
W 1580 wieś położona była w powiecie kościańskim województwa poznańskiego w Rzeczypospolitej Obojga Narodów.
W XVII-XVIII wieku wieś kilkukrotnie zmieniała swoich właścicieli wskutek dziedziczenia po kądzieli lub sprzedaży, jednym z właścicieli był Mikołaj Mielżyński, stolnik kaliski. Od 1686 roku pozostawała w rękach właścicieli Mikoszek. W 1740 roku wieś stała się prawie opustoszała wskutek ucieczek chłopów, w związku z czym w 1741 roku właściciele wsi, Romiszowscy, sprowadzili do niej luterańskich olędrów ze Śląska. W przywileju zezwolono mieszkańcom na zbudowanie szkoły, zakazano natomiast odprawiania nabożeństw. W 1777 roku we wsi znajdowała się szkoła, służąca jednocześnie jako mieszkanie nauczyciela. Poza nauczaniem nauczyciele zajmowali się krawiectwem, a także – pomimo zakazu – odprawiali nabożeństwa luterańskie.
W wyniku II rozbioru Rzeczypospolitej w 1793, miejscowość przeszła w posiadanie Prus i jak cała Wielkopolska znalazła się w zaborze pruskim. W okresie Wielkiego Księstwa Poznańskiego (1815-1848) miejscowość wzmiankowana jako Kawczyn należała do wsi większych w ówczesnym pruskim powiecie Kosten rejencji poznańskiej. Kawczyn należał do okręgu czempińskiego tego powiatu i stanowił część majątku Mikoszki, którego właścicielem był wówczas (1846) Ludwik Koczorowski. Według spisu urzędowego z 1837 roku Kawczyn liczył 112 mieszkańców, którzy zamieszkiwali 20 dymów (domostw).
Pod koniec XIX wieku Kawczyn liczył 23 zagrody i 154 mieszkańców, w większości (147) wyznania ewangelickiego. W latach 1975–1998 wieś należała administracyjnie do województwa leszczyńskiego.
W Kawczynie w 1977 zrekonstruowano wiatrak „Wojciech”, oryginalnie pochodzący z 1805 roku. W niewielkiej odległości od drogi krajowej nr 5 znajduje się renesansowa rzeźba z piaskowca z 1592 z inskrypcjami w trzech językach.